# Чи Парк
Чи Парк, Доктор по медицина, (на английски: Chi Park, M.D.) е измислен персонаж от медицинската драма „Хаус“. Ролята се изпълнява от Шарлийн Ий. В българския дублаж Парк се озвучава от Йорданка Илова.